# 아벌타스만 국립공원

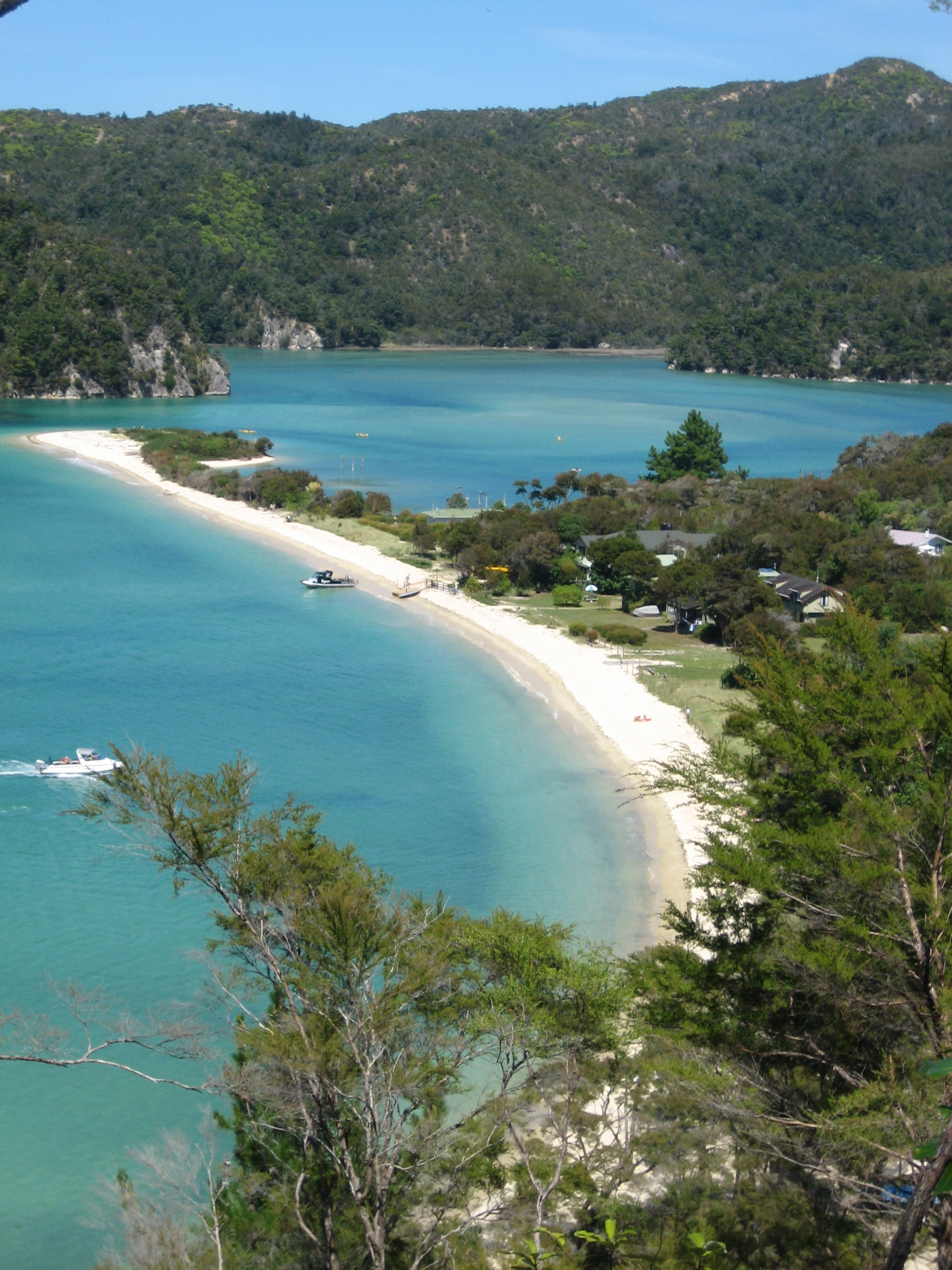
아벌타스만 해변과 토렌트 만

아벌타스만 국립공원(Abel Tasman National Park)은 뉴질랜드 남섬의 북쪽 끝에 위치한 국립공원이다. 이 공원은 1942년에 조류학자와 작가 페린 몬크리프에 의해 발견되었다. 면적은 225.3 km2이며, 뉴질랜드에서는 가장 작은 국립공원이다.

## 개요
이 국립공원은 숲과 타카카 계곡 북쪽의 언덕진 시골과 리와카 강으로 구성되어 있으며, 북쪽으로는 골든 만과 태즈먼 만의 바다와 경계를 이루고 있다.

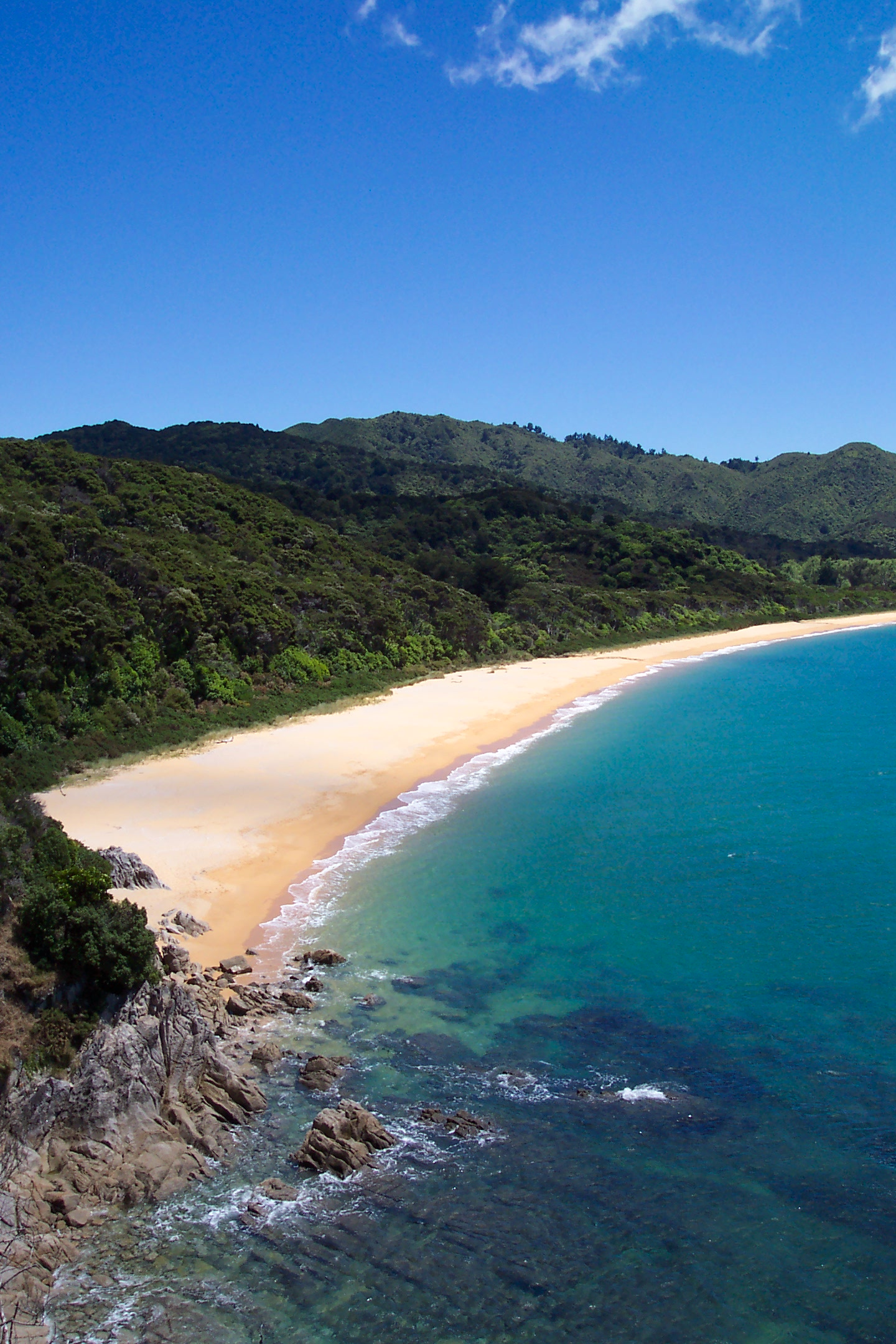
1km에 이르는 긴 해변
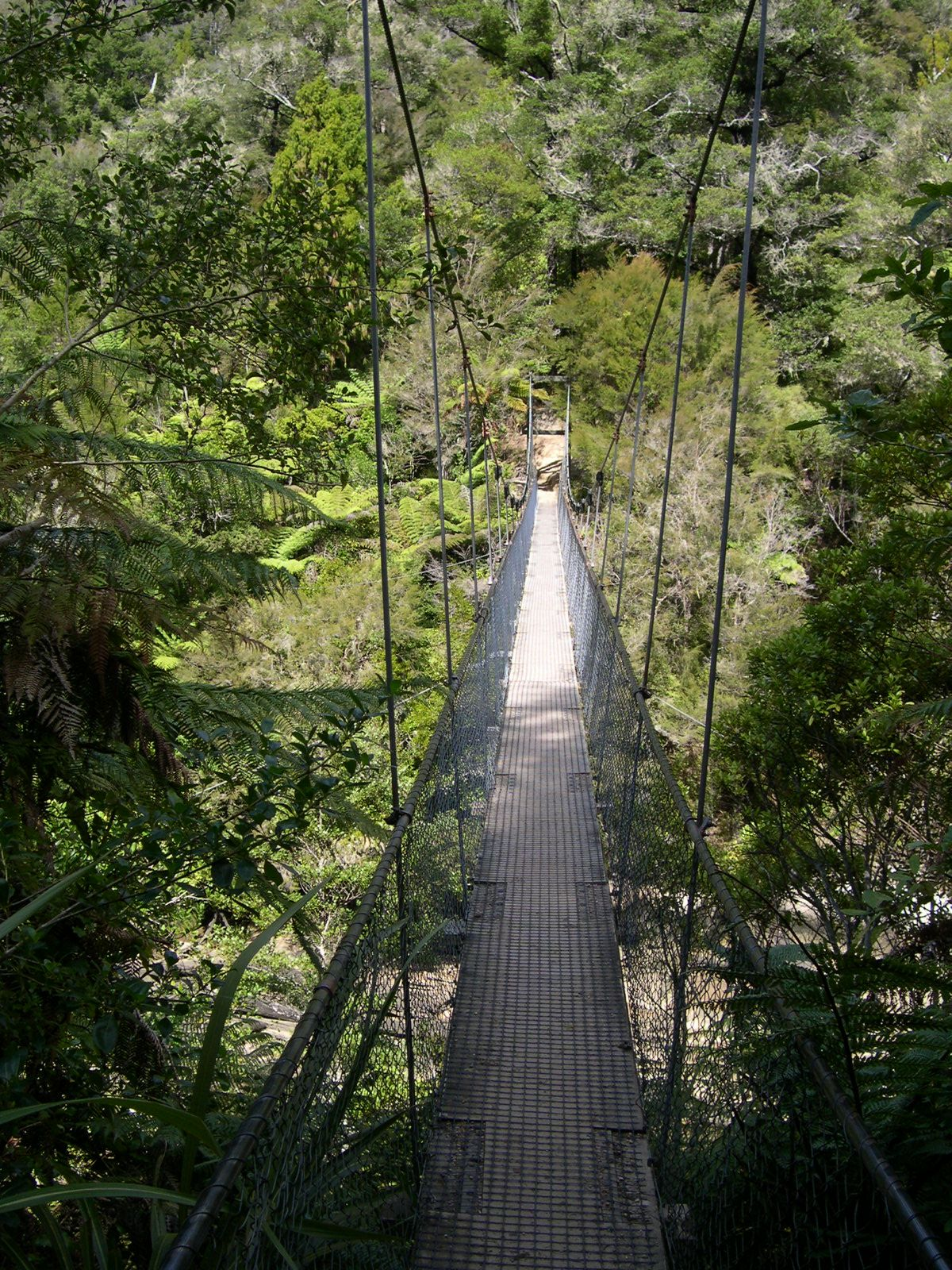
트랙 위에 놓인 흔들다리